# Outils du livre
Les outils du livre sont les éléments d’un livre qui permettent de retrouver un passage ou une information sans passer par une lecture linéaire. Développés progressivement après l’invention du codex, ils tiennent un rôle épistémologique important depuis le haut Moyen Âge.

## La pagination
La pagination est la numérotation des pages d'un document. Cet outil permet de localiser géographiquement un passage d'un livre et constitue un élément essentiel des références bibliographiques.
L'édition électronique, les formats électroniques et la possibilité de lire un même texte sur des écrans de tailles différentes - de l'ordinateur au smartphone -, ont fait fortement évoluer le concept de pagination.